# Grand Prix de la Société Campo di Mirafiori
Le Grand Prix de la Société Campo di Mirafiori (en italien, Gran Premio Societa Campo di Mirafiori) est une ancienne course hippique de trot attelé se déroulant au mois d'avril sur l'hippodrome de Turin en Italie.
C'était une course de Groupe II réservée aux chevaux de 5 ans et plus. Elle était classée Groupe I avant 2017.
Elle se courait sur la distance de 1 600 mètres. En 2016, l'allocation était de 110 000 € et est réduite à 66 000 € en 2017 puis remontée à 88 000 € en 2018, année de sa dernière édition.

## Palmarès depuis 2006
| Année | Cheval              | Driver                     |
| 2018  | Urlo dei Venti      | Enrico Bellei              |
| 2017  | Super Star Reaf     | Davide Di Stefano          |
| 2016  | Radiofreccia Fi     | Enrico Bellei              |
| 2015  | Oropuro Bar         | Roberto Andreghetti        |
| 2014  | Mack Grace SM       | Roberto Andreghetti        |
| 2013  | Look MP             | Vincenzo P Dell'Annunziata |
| 2012  | course non disputée | -                          |
| 2011  | Lana del Rio        | Santo Mollo                |
| 2010  | Lana del Rio        | Santo Mollo                |
| 2009  | Irambo Jet          | Roberto Vecchione          |
| 2008  | Giuseppe Bi         | Pietro Gubellini           |
| 2007  | El Nino             | Enrico Bellei              |
| 2006  | Express Road        | Andrea Guzzinati           |
| 2005  | Donadoni Ok         | Roberto Andreghetti        |
| 2004  | Zinzan Brooke Tur   | Marco Smorgon              |
| 2003  | Vidar               | Pietro Gubellini           |
| 2002  | Attestato           | Enrico Bellei              |
| 2001  | Zenor LB            | Mauro Baroncini            |
| 2000  | Uniforz             | Andrea Guzzinati           |